# 서울해누리초등학교
서울해누리초등학교 또는 해누리초중이음학교는 대한민국 서울특별시 송파구 가락동에 있는 공립 초등학교이다. 해누리중학교와 함께 '해누리초중이음학교'로 통합하여 운영되고 있다.

## 연혁
- 2019년 3월 2일 : 서울해누리초등학교 초대 교장 이상일 취임
- 2019년 3월 6일 : 서울해누리초중이음학교 개교
- 2023년 3월 2일 : 서울해누리초등학교 2대 교장 곽윤철 취임

## 참고 자료
- 서울해누리초등학교 - 한국교육학술정보원 학교알리미